# Karapet Manwelian
Karapet Masisi Manwelian (orm. Կարապետ Մասիսի Մանվելյան; ur. 29 grudnia 2002) – ormiański zapaśnik walczący w stylu klasycznym. 
Zajął dziesiąte miejsce na mistrzostwach Europy w 2025. Drugi na ME U-23 w 2023. Trzeci na ME kadetów w 2019 roku.